# Elliot Daly

a Compétitions nationales et continentales officielles uniquement.

b Matchs officiels uniquement.
Dernière mise à jour le 29 juillet 2025.
Elliot Daly, né le 8 octobre 1992 à Croydon (Angleterre), est un joueur international anglais de rugby à XV jouant aux postes de centre, d'arrière ou d'ailier avec les Saracens depuis 2019 et en équipe d'Angleterre depuis 2016.

## Biographie

### Wasps (2010-2019)
Daly fait partie du groupe élargi de l'équipe d'Angleterre pour la Coupe du monde 2015 mais n'est pas retenu. 
Il fait ses débuts internationaux contre l'équipe d'Irlande le 27 février 2016 lors du Tournoi des Six Nations 2016, en remplaçant Owen Farrell pour une victoire 21-10. Sa première titularisation pour l'Angleterre a lieu contre l'Afrique du Sud le 12 novembre 2016.
À l'issue de la saison 2015-2016, il est nommé dans l'équipe type de Premiership.
Il marque son premier essai international contre les Fidji (victoire 58-15) pendant les tests de novembre 2016.
Le 26 novembre 2016 face à l'équipe d'Argentine, et pour sa troisième titularisation, il reçoit un carton rouge pour un plaquage dangereux sur Leonardo Senatore dès la 5e minute, ce qui n'empêche pas la victoire de son équipe 27-14. Il est ensuite suspendu pour 3 semaines.
Il dispute les 5 matchs du Tournoi des Six Nations 2017 en étant titulaire lors de tous les matchs au poste d'ailier gauche (11). Il se distingue durant ce tournoi en marquant l'essai de la victoire contre les Gallois à Cardiff après une superbe passe d'Owen Farrell puis marque un deuxième essai quelques semaines plus tard contre l'Italie en étant à la conclusion d'un beau mouvement.
Réalisant une excellente saison 2016-2017, il fait partie en mai 2017 de la liste des joueurs nommés pour le titre de meilleur joueur de l'année en Premiership. Il y est associé à Louis Picamoles, Owen Farrell, Jimmy Gopperth et Christian Wade. Le titre est finalement décerné à Jimmy Gopperth mais Daly figure tout de même dans l'équipe type de la saison.
En juillet 2019, il est sélectionné en équipe nationale pour préparer la Coupe du monde 2019. Il participe à trois matchs amicaux puis est appelé dans le groupe définitif de 31 joueurs pour le mondial. Dès le premier match de son pays dans la compétition, il est titulaire et son équipe s'impose 35-3. Il est ensuite reconduit dans le XV de départ pour le deuxième match face aux États-Unis et pour la rencontre face à l'Argentine remportée par les Anglais, qui se qualifient donc pour les phases finales de la compétition. En quarts de finale contre l'Australie, Daly est toujours le titulaire à l'arrière et les siens l'emportent 40 à 16. Les Anglais éliminent ensuite la Nouvelle-Zélande avant de retrouver l'Afrique du Sud en finale. Pour cette rencontre, Elliot Daly est titularisé à l'arrière et joue l'intégralité de la partie. Le XV de la Rose est cependant battu par les Springboks sur le score de 32 à 12,.

### Saracens (depuis 2019)
Après cette Coupe du monde il quitte les Wasps pour rejoindre les Saracens, avec qui il s'engage jusqu'en 2022. Dès son arrivée, les Saracens réalisent une bonne saison 2019-2020 sur le plan sportif, cependant, le club est relégués administrativement en deuxième division à partir de la saison suivante à cause du non-respect du plafond salarial. Malgré cette situation, Elliot Daly décide de rester fidèle à son club et de continuer à jouer avec, même en deuxième division. Il joue ainsi la saison 2020-2021 en Championship, la deuxième division anglaise. Il participe à huit rencontres de championnat, qui voit son équipe se qualifier en finale. Les Sarries affrontent les Ealing Trailfinders et s'imposent facilement 60-0 à l'aller et 57-15 au retour avec un notamment un essai de Daly. Les Saracens sont donc de retour en première division après seulement une saison jouée à l'échelon inférieur.
En 2021-2022, pour le retour des Saracens dans l'élite du rugby anglais, il joue 17 matchs, dont 16 en tant que titulaire et marque trois essais. Son club est éliminé en demi-finale du Challenge européen par le RC Toulon. Cependant, en championnat il retrouve la finale de la compétition, trois ans après sa dernière, après avoir éliminé les Harlequins champions en titre. Pour cette finale face à Leicester, Elliot Daly est titulaire et joue toute la rencontre. Finalement, les siens sont battus en toute fin de match à cause d'un drop de Freddie Burns.
La saison suivante, en 2022-2023, Les Saracens sont d'abord éliminés en quarts de finale de la Champions Cup par le Stade rochelais mais atteignent ensuite la finale du championnat. Il entre en jeu et marque un essai lors de cette finale remportée 35-25 face aux Sale Sharks.
Fin juin 2023, il est sélectionné avec le XV de la Rose par Steve Borthwick dans un groupe de 41 joueurs pour les matchs de préparation à la Coupe du monde 2023,. Quelques semaines plus tard, il est retenu dans le groupe final pour participer au Mondial,.
Il est ensuite sélectionné pour le Tournoi des Six Nations 2024.
Début mai 2025, il est convoqué pour la tournée des Lions britanniques et irlandais en Australie. Il y joua la première rencontre face à l'Argentine. 

## Statistiques

### En équipe nationale
Au 11 mars 2025, Elliot Daly compte 72 sélections, dont 59 titularisations, depuis sa première cape le 27 février 2016 contre l'équipe d'Irlande lors du Tournoi des Six Nations 2016.
Il a marqué 126 points (20 essais, 7 pénalités, 1 transformation et 1 drop).
Il remporte le Tournoi des Six Nations en 2016 (Grand Chelem), 2017 et 2020, ainsi que la Coupe d'automne des nations en 2020.

## Palmarès

### En club
- Wasps
  - Finaliste du Championnat d'Angleterre en 2017 et en 2022 avec les Saracens.
- Saracens
  - Vainqueur du Championnat d'Angleterre de 2e division en 2021.
  - Finaliste du Championnat d'Angleterre en 2022.
  - Vainqueur du Championnat d'Angleterre en 2023.

### En sélection nationale
- Angleterre -20
  - Vainqueur du Tournoi des Six Nations en 2011 et 2012.
  - Finaliste du Championnat du monde junior en 2011.
- Angleterre
  - Vainqueur du Tournoi des Six Nations en 2016 (Grand Chelem), 2017 et 2020.
  - Vainqueur de la Triple Couronne en 2016 et 2020.
  - Vainqueur de la Coupe d'automne des nations en 2020.
  - Troisième de la Coupe du monde en 2023.

### Distinctions personnelles
- Meilleur marqueur du Tournoi des Six Nations des moins de 20 ans en 2011 (7 essais).
- Meilleur marqueur de l'histoire du Tournoi des Six Nations des moins de 20 ans (7 essais).
- Membre de l'équipe type du Championnat d'Angleterre en 2016 et 2017.